# Mercedes MGP W01
Der Mercedes MGP W01 war der Formel-1-Rennwagen des Mercedes-Werksteams für die Formel-1-Weltmeisterschaft 2010, die erste Saison nach dem Wiedereinstieg als Werksteam in die Formel 1. Der unter technischer Gesamtverantwortung von Ross Brawn konstruierte W01 war der erste Formel-1-Wagen von Mercedes seit dem Mercedes-Benz W 196 der Saisons 1954 und 1955, wenn auch die Entwicklung bereits vor der Übernahme des Teams im Dezember 2009 startete. Die Bezeichnung MGP W01 steht für Mercedes Grand Prix und das bei Mercedes-Benz traditionell nummerierte W für Wagen.
Das Farbdesign des Mercedes MGP W01 wurde am 25. Januar 2010 im Mercedes-Benz Museum in Stuttgart an einem Brawn BGP 001 präsentiert. Das eigentliche Fahrzeug war erstmals am 1. Februar 2010 bei Testfahrten in Valencia zu sehen.
Angetrieben wurde der Rennwagen von einem 2,4-Liter-V8-Motor des Werkslieferanten Mercedes-Benz HPE aus dem britischen Brixworth, jedoch ohne KERS, da sich die Teams vor Saisonbeginn gegen einen Einsatz der Energierückgewinnung aussprachen.
Der siebenfache Rekordweltmeister Michael Schumacher gab mit dem W01 sein Comeback in der höchsten Motorsportklasse nach seinem Ausstieg Ende 2006. Mit dem W01 gelangen Mercedes in der Debütsaison insgesamt drei Podestplätze durch Nico Rosberg, jedoch weder ein Grand-Prix-Sieg noch eine Pole-Position. Schumachers beste Ergebnisse blieben insgesamt drei vierte Plätze.

## Technik und Entwicklung
Der Wiedereinstieg 2010 bedeutete die erstmalige Teilnahme der Marke Mercedes-Benz an der Formel-1-Weltmeisterschaft und dem internationalen Grand-Prix-Sport als Werksteam mit eigens konstruierten Rennwagen seit der Saison 1955.
Der W01 wurde im Wesentlichen von Chefdesigner John Owen und Chefaerodynamiker Loïc Bigois unter technischer Gesamtverantwortung des als Teamchef und Technischem Direktor in Personalunion auftretenden Ross Brawn. Der Wagen verfügte über keine nennenswerten äußerlichen Innovationen und stellte eine Evolution des erfolgreichen Vorgängers BGP 001 dar. Der dort verbaute und revolutionäre Doppeldiffusor wurde für 2010 verboten. Infolge des Verbots von Tankstopps mussten die Tanks vergrößert und das Mindestgewicht der Rennwagen auf 625 kg angepasst werden. Per Reglement entfielen zudem die Radkappen und die Raddimensionen änderten sich.
Wie alle Formel-1-Fahrzeuge des Jahrgangs 2010 ist der MGP W01 ein hinterradangetriebener Monoposto mit einem Monocoque aus kohlenstofffaserverstärktem Kunststoff (CFK). Neben dem Monocoque bestehen viele weitere Teile des Fahrzeugs, darunter die Verkleidung und Flügel aus CFK. Auch die Bremsscheiben sind aus einem hitzebeständigen kohlenstofffaserverstärktem Verbundmaterial. Die Einsatzreifen während der Saison 2010 stammten von Einheitslieferant Bridgestone. Da bereits 2011 der Wechsel zum neuen Einheitslieferanten Pirelli folgte, blieb der W01 bis heute der einzige Formel-1-Mercedes mit Bridgestone-Bereifung. 
Aufgrund verschiedener Testtermine mit unterschiedlichen Teilnehmern war die Prognose des Kräfteverhältnisses zu Saisonbeginn schwierig. Nach eigener Einschätzung sah sich das Team zum Saisonstart nicht siegfähig, auch wenn für Bahrain noch ein Upgradepaket geplant war.
Beim Großen Preis von Spanien in Barcelona brachte das Team ein größeres Upgradepaket an den W01, welches Änderungen an der Airbox und Motorhaube sowie zwecks optimierter Gewichtsverteilung einen gestreckten Radstand enthielt.
Die, verglichen mit dem Brawn der Vorsaison, mangelnde Performance des W01 war unter anderem eine Folge davon, dass Honda nach dem eigenen werksseitigen Ausstieg aus der Formel 1 Ende 2008, Investments in den Rennstall im Wesentlichen stoppte und das chronisch unterfinanzierte Brawn GP-Team während der Weltmeisterschaft 2009 alle notwendigen Ressourcen in die Bewältigung der laufenden Saison stecken musste. So wurde die rechtzeitige Entwicklung des 2010er Autos verzögert und die Weiterentwicklung der Infrastruktur in der Fabrik in Brackley lange Zeit vernachlässigt. Ross Brawn bezeichnete den MGP W01 später infolge unzureichender Entwicklung als viel zu konservativ hinsichtlich Gewicht, Schwerpunkt und Aufhängung. Bei einer Reihe von aerodynamischen Innovationen, die das Modelljahr 2010 prägten, wie verlängerter Radstände zur Erhöhung der aerodynamischen Nutzfläche, F-Schacht und Flatterflügel oder dem Zusammenspiel von Auspuffabgasen und Diffusor, war Mercedes keine treibende Kraft.

## Lackierung und Sponsoring
Der Mercedes MGP W01 war in Anlehnung an die Mercedes-Silberpfeile überwiegend silberfarbig. Die Seitenkästen sowie Teile des Front- und Heckflügels waren wegen des Hauptsponsors Petronas cyanfarben lackiert, die Fahrzeugnase und Teile der Motorenabdeckung schwarz. Hier befanden sich silberne Aufkleber der Daimler AG (mit der Marke Mercedes-Benz), dazu waren Werbeschriftzüge von Aabar Investments, Autonomy, Bridgestone, Deutsche Post AG und MIG Bank auf dem Fahrzeug angebracht.

## Fahrer
Die Einsatzfahrer im Mercedes MGP W01 waren Michael Schumacher, der zuletzt beim Brasilien-GP 2006 ein Formel-1-Rennen bestritten und danach seine Karriere in der Formel 1 eigentlich bereits beendet hatte, sowie Nico Rosberg, der die vier Saisons zuvor für das Williams-Team gefahren war.
Test- und Ersatzfahrer war Nick Heidfeld, der im Vorjahr noch für BMW Sauber F1 an den Start gegangen war. Gegen Saisonmitte wurde Heidfeld jedoch freigestellt, um als Testfahrer zum Reifenhersteller Pirelli zu wechseln. Darüber hinaus blieb Sam Bird erhalten.

## Saisonverlauf

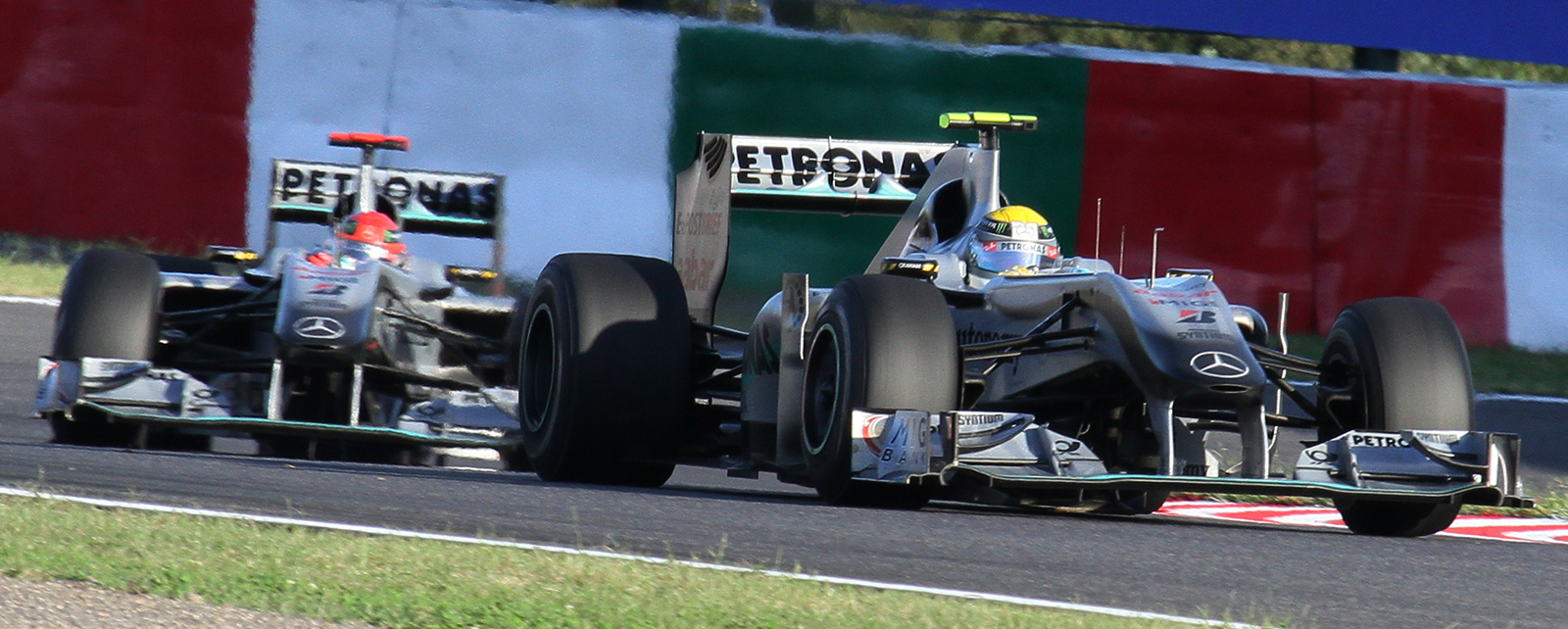
Rosberg gefolgt von Schumacher beim Japan-GP mit dem überarbeiteten W01

Am 14. März 2010 startete Mercedes-Benz beim Großen Preis von Bahrain erstmals seit 55 Jahren wieder im Rahmen der Formel-1-Weltmeisterschaft. Von den Positionen 5 und 7 gestartet, beendete das Team mit einem fünften und sechsten Rang auch das Rennen im Verfolgerfeld, wobei Rosberg Schumacher schlagen konnte. Diese Position im vorderen Mittelfeld verfestigte sich im Verlauf der Saison.
Dem neu formierten Werksteam gelangen in der Premierensaison keine Pole-Position oder schnellste Rennrunde. Dank konstanter Punktplatzierungen und verglichen mit der Konkurrenz guter Zuverlässigkeit, belegte das Team den vierten Rang der Konstrukteursmeisterschaft. Der vorherige Partner McLaren präsentierte sich in der ersten Saison nach der Trennung zunächst konkurrenzfähiger und erreichte fünf Rennsiege sowie Rang 2 in der Konstrukteurs-WM.

## Ergebnisse
| Fahrer               | Nr.                  | 1 | 2  | 3   | 4  | 5  | 6  | 7 | 8  | 9  | 10 | 11 | 12  | 13 | 14 | 15 | 16   | 17  | 18 | 19  | Punkte | Rang |
| -------------------- | -------------------- | - | -- | --- | -- | -- | -- | - | -- | -- | -- | -- | --- | -- | -- | -- | ---- | --- | -- | --- | ------ | ---- |
| Formel-1-Saison 2010 | Formel-1-Saison 2010 |   |    |     |    |    |    |   |    |    |    |    |     |    |    |    |      |     |    |     | 214    | 4.   |
| M. Schumacher        | 3                    | 6 | 10 | DNF | 10 | 4  | 12 | 4 | 11 | 15 | 9  | 9  | 11  | 7  | 9  | 13 | 6    | 4   | 7  | DNF | 214    | 4.   |
| N. Rosberg           | 4                    | 5 | 5  | 3   | 3  | 13 | 7  | 5 | 6  | 10 | 3  | 8  | DNF | 6  | 5  | 5  | *17* | DNF | 6  | 4   | 214    | 4.   |

| Legende  | Legende            | Legende                                                          |
| Farbe    | Abkürzung          | Bedeutung                                                        |
| -------- | ------------------ | ---------------------------------------------------------------- |
| Gold     | –                  | Sieg                                                             |
| Silber   | –                  | 2. Platz                                                         |
| Bronze   | –                  | 3. Platz                                                         |
| Grün     | –                  | Platzierung in den Punkten                                       |
| Blau     | –                  | Klassifiziert außerhalb der Punkteränge                          |
| Violett  | DNF                | Rennen nicht beendet (did not finish)                            |
| Violett  | NC                 | nicht klassifiziert (not classified)                             |
| Rot      | DNQ                | nicht qualifiziert (did not qualify)                             |
| Rot      | DNPQ               | in Vorqualifikation gescheitert (did not pre-qualify)            |
| Schwarz  | DSQ                | disqualifiziert (disqualified)                                   |
| Weiß     | DNS                | nicht am Start (did not start)                                   |
| Weiß     | WD                 | zurückgezogen (withdrawn)                                        |
| Hellblau | PO                 | nur am Training teilgenommen (practiced only)                    |
| Hellblau | TD                 | Freitags-Testfahrer (test driver)                                |
| ohne     | DNP                | nicht am Training teilgenommen (did not practice)                |
| ohne     | INJ                | verletzt oder krank (injured)                                    |
| ohne     | EX                 | ausgeschlossen (excluded)                                        |
| ohne     | DNA                | nicht erschienen (did not arrive)                                |
| ohne     | C                  | Rennen abgesagt (cancelled)                                      |
| ohne     | keine WM-Teilnahme |                                                                  |
| sonstige | P/fett             | Pole-Position                                                    |
| sonstige | 1/2/3/4/5/6/7/8    | Punktplatzierung im Sprint-/Qualifikationsrennen                 |
| sonstige | SR/kursiv          | Schnellste Rennrunde                                             |
| sonstige | *                  | nicht im Ziel, aufgrund der zurückgelegten Distanz aber gewertet |
| sonstige | ()                 | Streichresultate                                                 |
| sonstige | unterstrichen      | Führender in der Gesamtwertung                                   |

## Galerie

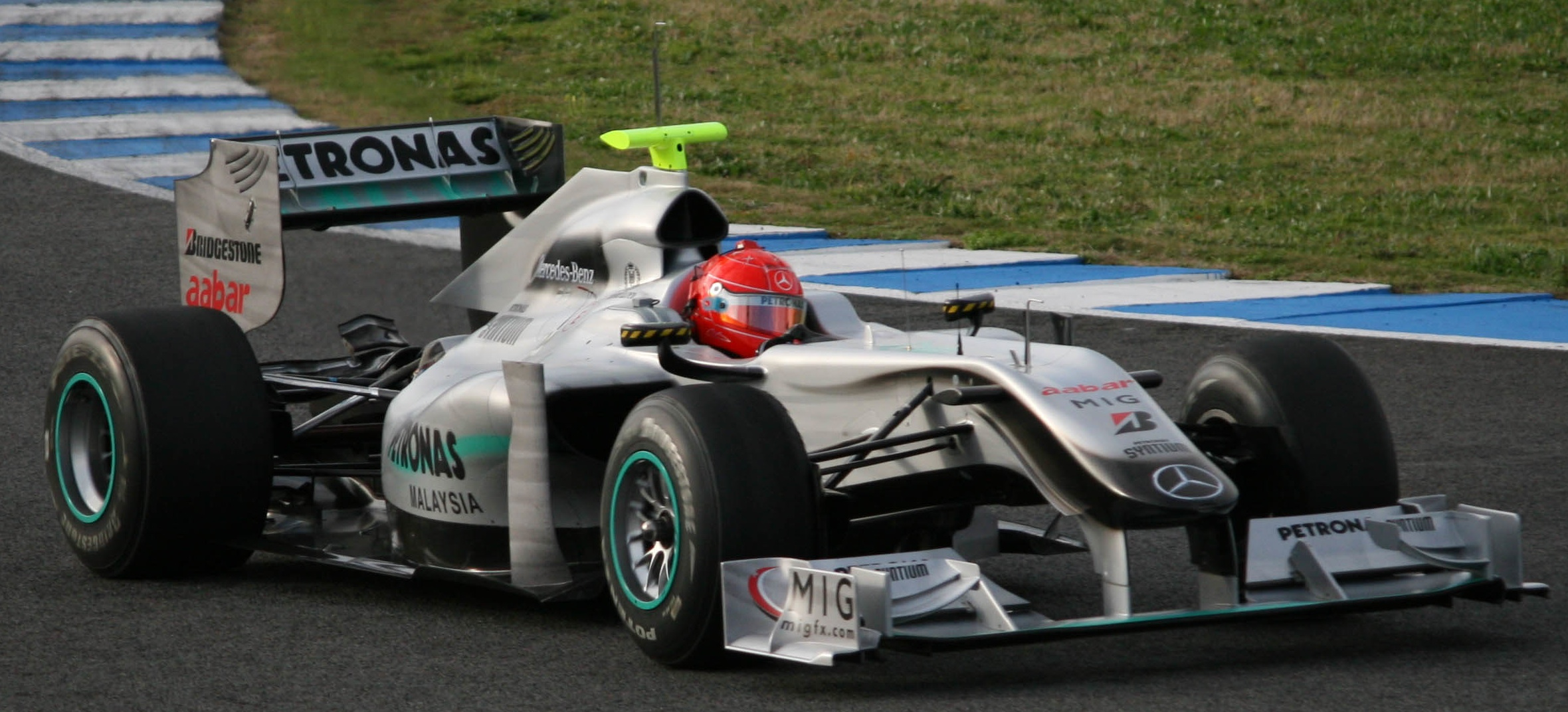
Michael Schumacher mit dem Mercedes MGP W01 in Jerez 2010
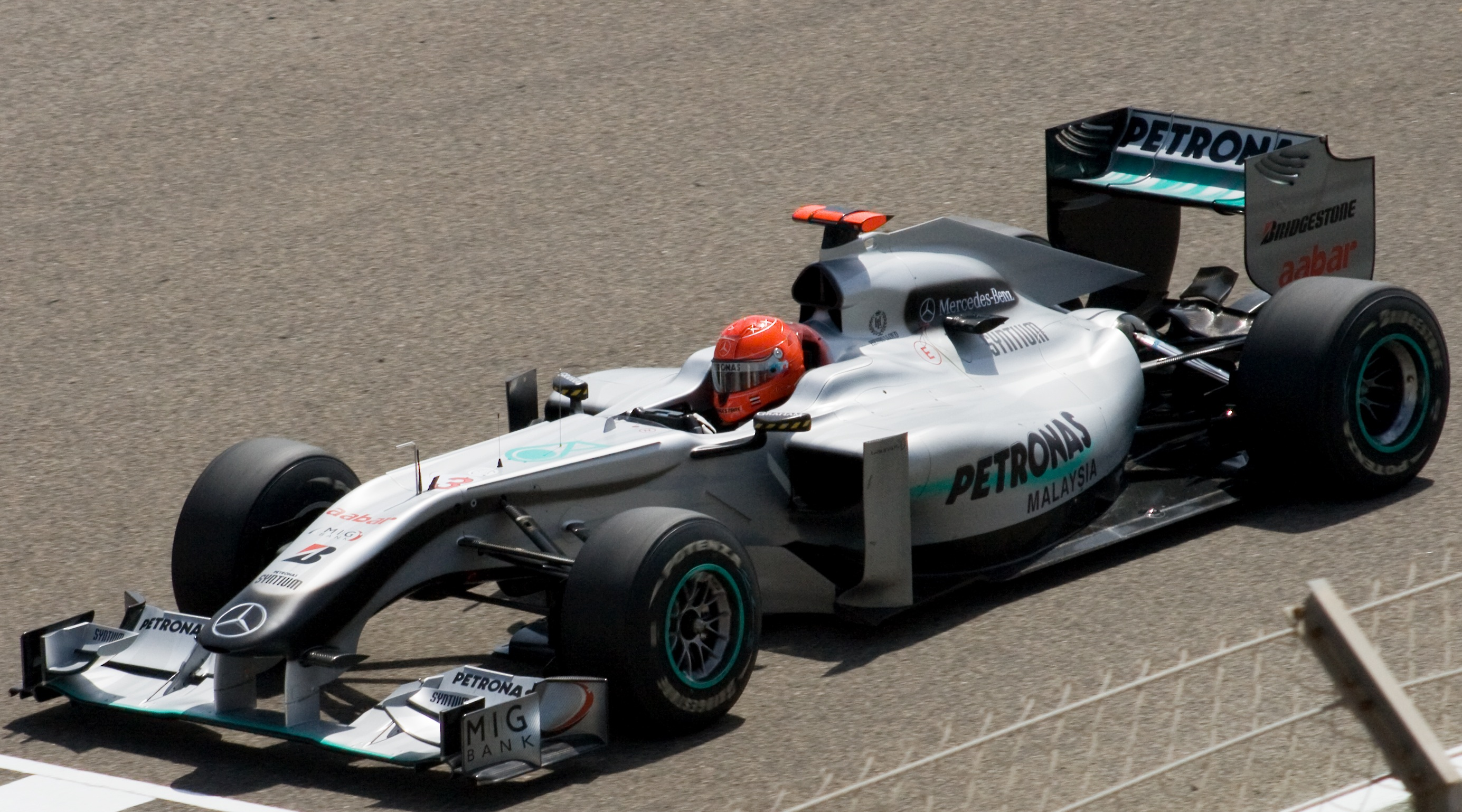
Michael Schumacher beim Großen Preis von Bahrain 2010
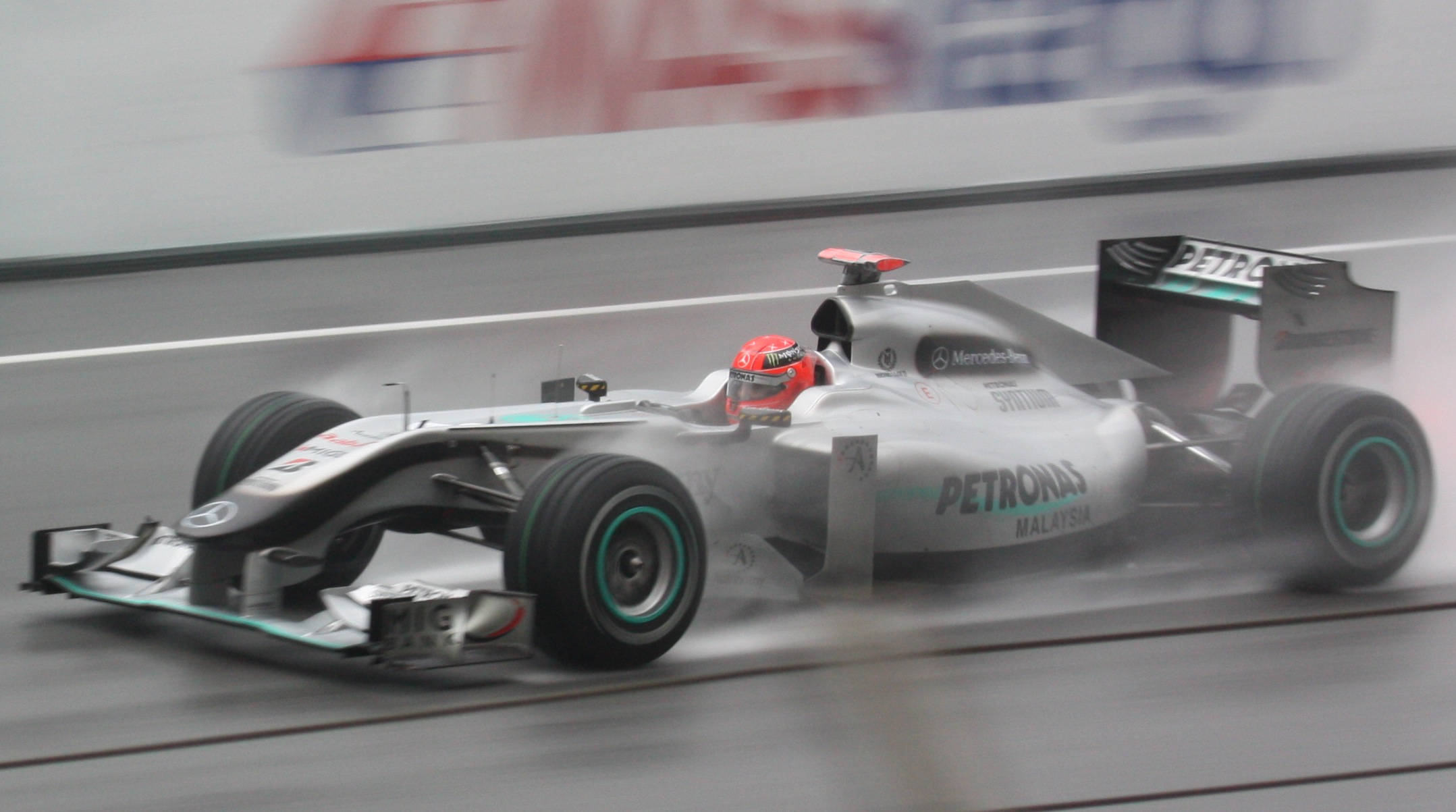
Michael Schumacher beim Qualifying in Malaysia 2010
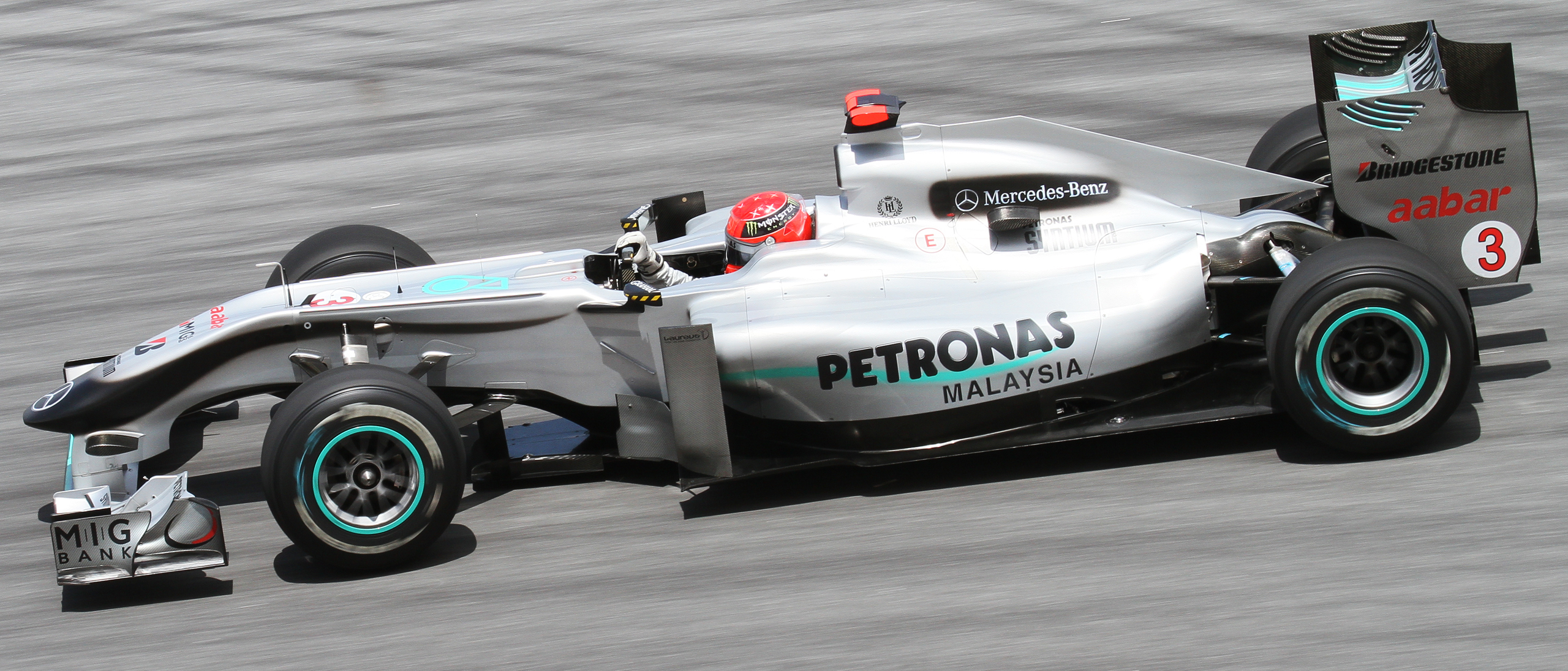
Michael Schumacher beim Großen Preis von Malaysia 2010
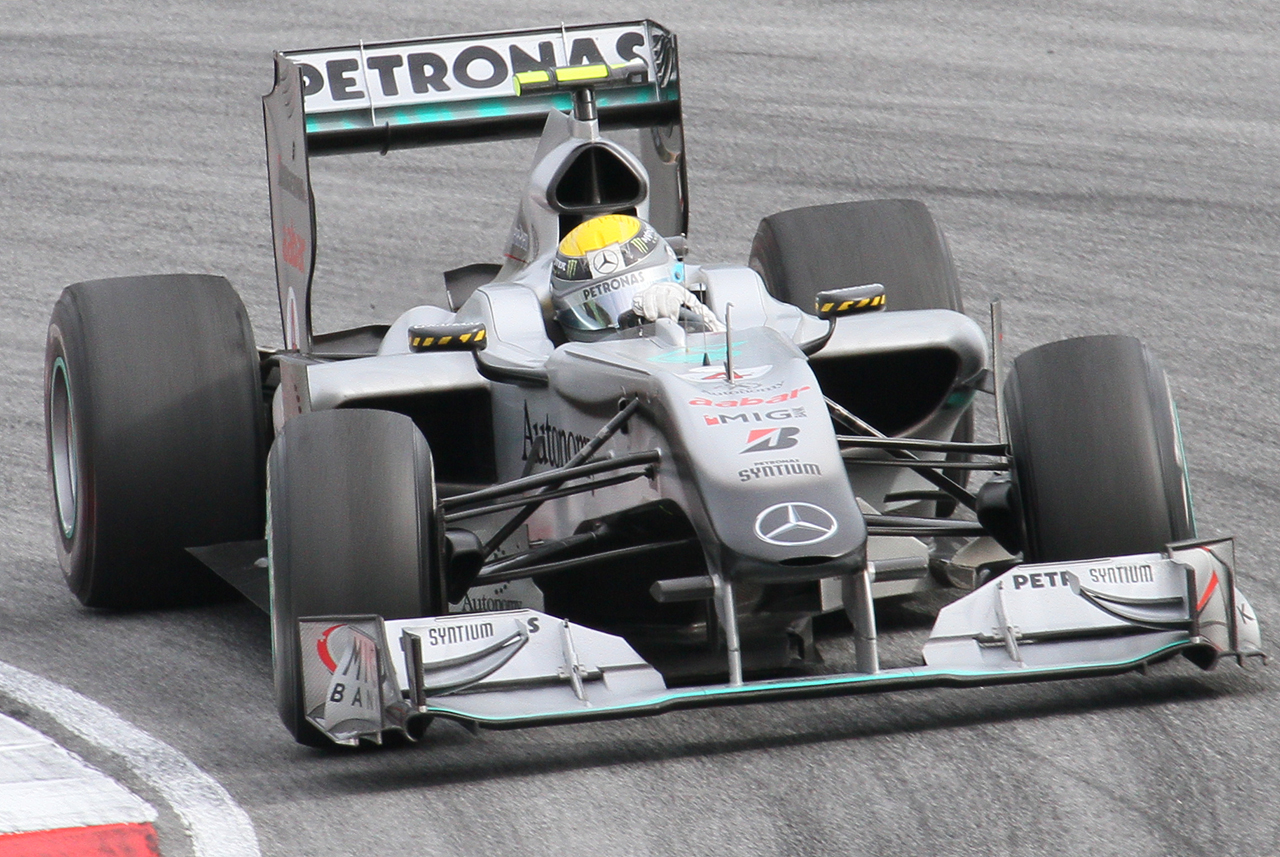
Nico Rosberg beim Großen Preis von Malaysia 2010
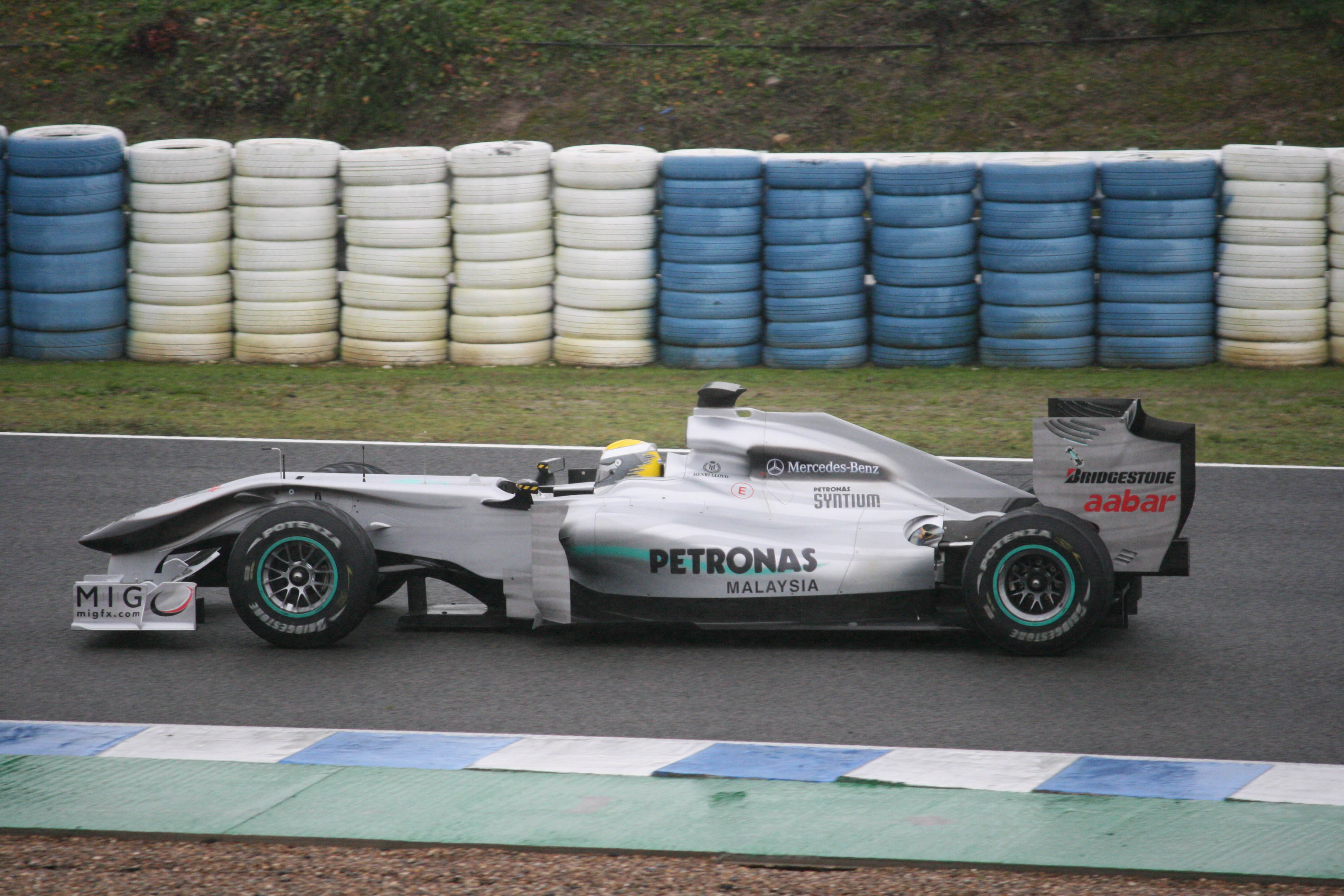
Nico Rosberg in Jerez 2010
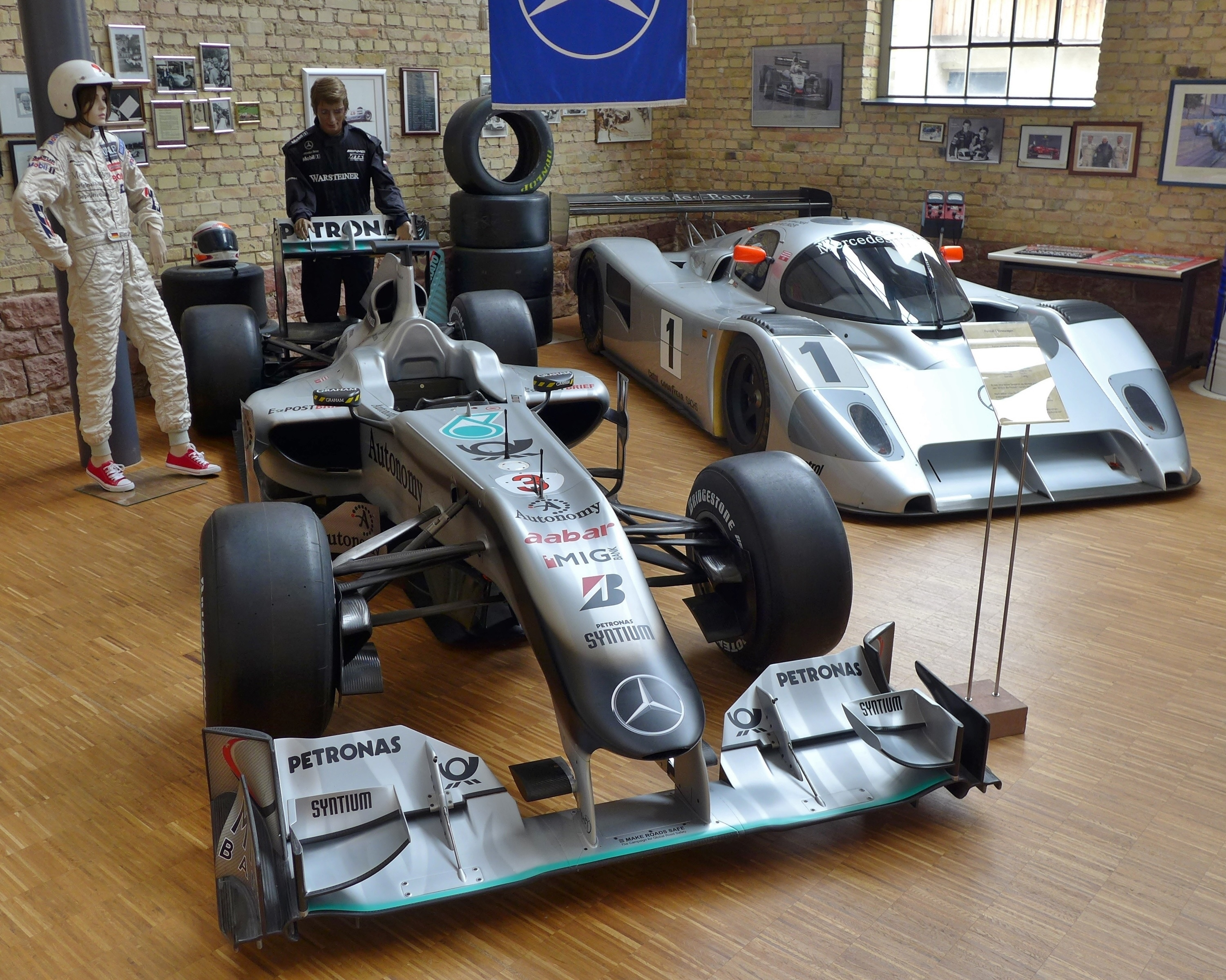
MGP W01 neben Sauber-Mercedes C291 (Automuseum Dr. Carl Benz, Ladenburg)
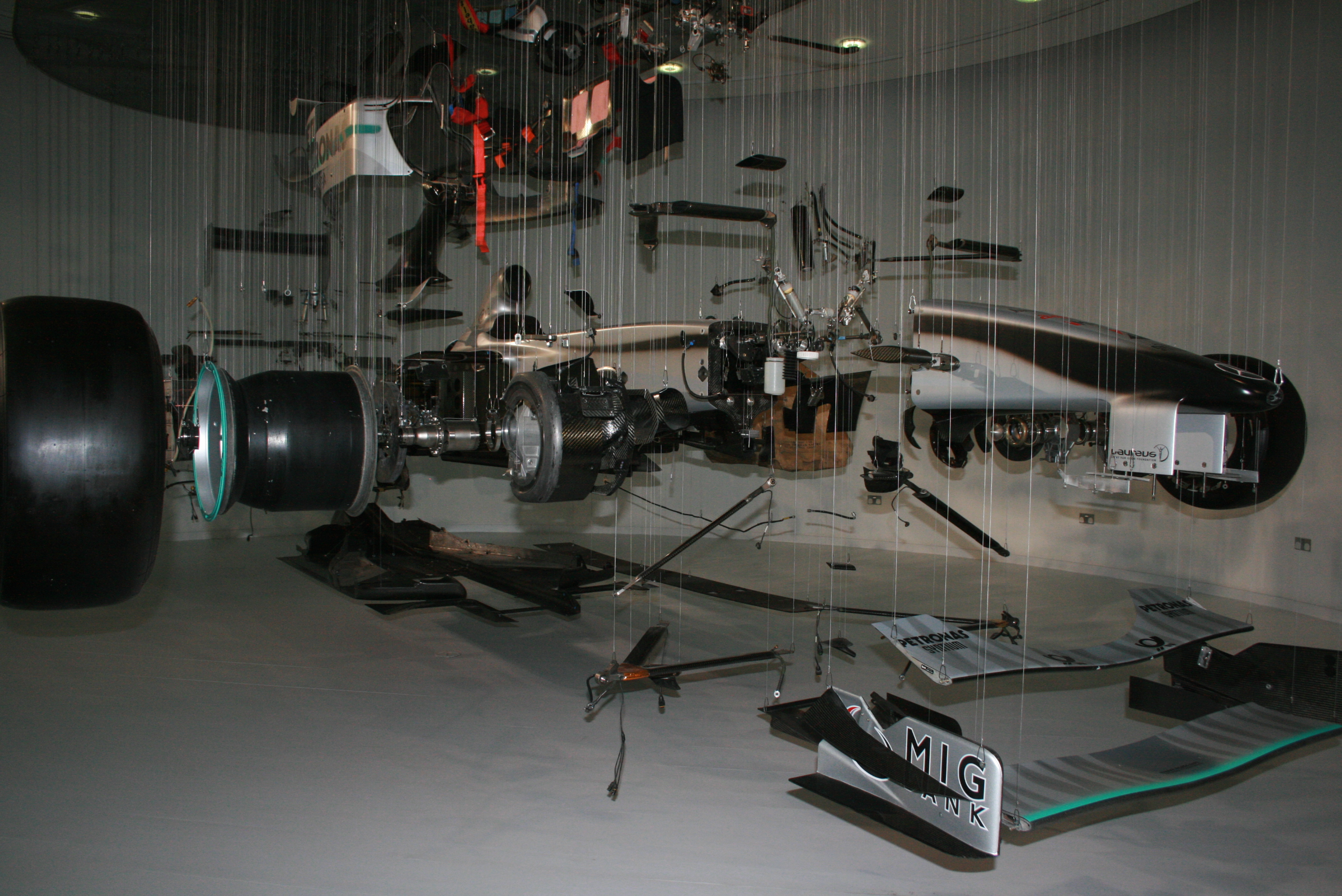
Dekonstruierter MGP W01 (Mercedes-Benz World, Brooklands)